# Горња Бреза
Горња Бреза је насељено мјесто у Босни и Херцеговини у Општини Бреза које административно припада Федерацији Босне и Херцеговине. Према попису становништва из 1991. у насељу је живјело 589 становника.

## Становништво
| Националност       | 1991.        | 1981.        | 1971.        |
| Муслимани          | 492 (83,53%) | 725 (68,98%) | 455 (76,08%) |
| Срби               | 94 (15,95%)  | 292 (27,78%) | 143 (23,91%) |
| Хрвати             | 0            | 13 (1,23%)   | 0            |
| Југословени        | 2 (0,33%)    | 18 (1,71%)   | 0            |
| остали и непознато | 1 (0,16%)    | 3 (0,28%)    | 0            |
| Укупно             | 589          | 1.051        | 598          |